# Đorđe Đurić (cầu thủ bóng đá)
Đorđe Đurić (Kirin Serbia: Ђорђе Ђурић, sinh 10 tháng 8 năm 1991) là một cầu thủ bóng đá Serbia. Anh thi đấu ở vị trí hậu vệ cho Čukarički.